# Coenosia albicornis
Coenosia albicornis är en tvåvingeart som beskrevs av Johann Wilhelm Meigen 1826. Coenosia albicornis ingår i släktet Coenosia och familjen husflugor. Arten är reproducerande i Sverige. Inga underarter finns listade i Catalogue of Life.